# Città per l'Uomo
Città per l'Uomo (CxU), per esteso Una Città per l'Uomo, è stato un movimento politico d'ispirazione cristiana fondato a Palermo nel 1980.

## Storia
(Marcello Benfante, Repubblica, 2011)
Una prima riunione organizzativa si svolse il 1º marzo 1980 a Palazzo Buonocore nei pressi di Piazza Pretoria, mentre il movimento Città per l'Uomo venne costituito a Palermo il 15 marzo 1980, ma annunciato ufficialmente il 19 aprile 1980, in una città ancora sconvolta per l'ennesimo omicidio di Mafia. L'ultimo in ordine tempo fu quello dell'esponente della sinistra democristiana Piersanti Mattarella, assassinato il 6 gennaio 1980 da un killer di Cosa Nostra perché Mattarella, nel tentativo di modernizzazione l'amministrazione regionale di cui era presidente, entrò in forte contrasto con l'ex sindaco Vito Ciancimino, esponente con Salvo Lima della corrente andreottiana del partito, per un suo rientro nel partito con incarichi direttivi. Ciancimino, come emerse successivamente, all'epoca era il referente politico del clan dei Corleonesi. 
Insieme al centro studi dei Gesuiti "Pedro Arrupe", guidato da Ennio Pintacuda (cui si aggiunse Bartolomeo Sorge), tra i principali promotori del movimento ci furono Francesco Paolo Rizzo (Palermo, 1936-ivi, 2022, gesuita del centro Arrupe, docente universitario di storia romana, che nel 1977 aveva fondato il movimento studentesco Università per l'Uomo), Nino Alongi e Giorgio Gabrielli, l'Ing. Gallo, Aurelio Scavone, Pippo D'Avenia, Michelangelo Salamone,  La lista di cattolici indipendenti alle prime elezioni amministrative dei consigli di quartieri di Palermo dell'8 giugno 1980 si aggiudicò 23 seggi, con 24.059 voti
Il 30 agosto 1982 uscì il primo numero della rivista del movimento. Al movimento si avvicinano esponenti della CISL, delle ACLI e del MCL. Il 10 settembre 1984 il movimento annunciò che alle elezioni regionali del 1986 avrebbe presentato una propria lista elettorale contrapposta alla Democrazia Cristiana. Città per l'Uomo è considerato uno degli artefici della cosiddetta primavera di Palermo. Alle amministrative del 1985 a Palermo ottenne due seggi.
A partire dal 15 agosto 1987, Città per l'Uomo entrò nella cosiddetta «giunta anomala» del comune di Palermo voluta dal sindaco Leoluca Orlando, il cosiddetto "pentacolore", con una maggioranza costituita dalla Dc, dalla Sinistra indipendente (eletti nel PCI, che esprimeva il vicesindaco Aldo Rizzo), dai Verdi, dai Socialdemocratici, e una opposizione formata dal Partito Socialista, dai liberali, dai repubblicani, e dalle correnti più conservatrici della Dc. Giorgio Gabrielli è eletto assessore alla solidarietà sociale per CxU. Nella seconda giunta esacolore, che durò dall'aprile 1989 al febbraio 1990, entrò anche il PCI. Alle elezioni comunali del 1990 la DC, trascinata da Leoluca Orlando, ottenne la maggioranza assoluta dei seggi, e il movimento non elesse alcun rappresentante.
Negli anni seguenti liste elettorali di Città per l'Uomo furono presentate in molte parti d'Italia. Nel 1991 molti suoi esponenti aderirono a La Rete fondato da Leoluca Orlando, altri sostennero nel 1993 alle amministrative palermitane la lista "Ricostruire Palermo", insieme con il Partito Democratico della Sinistra e i Verdi, a sostegno della candidatura di Orlando.